# 全定制
全定制（英語：Full-custom）设计途径是集成电路设计的一种途径，这种途径需要设计人员完成所有晶体管和互连线的详细版图，而不像另一种设计途径——半定制（semi-custom）设计方法，不是以晶体管为基础开始设计，而是通过使用已经设计好的子电路来完成整个电路的设计。实际上，半定制设计途径所使用的标准元件本身也是通过全定制设计方法完成的，而一系列这类标准元件（通常称之为“标准单元库”、“工艺库”）的设计会花费很长时间。
全定制设计由于设计的精度很高，因此可以最大程度优化芯片的性能，而不会浪费太多芯片资源。但是，这种设计方法通常比半定制设计耗费更多的人力和时间成本。因此，只有那些需要大批量投产的集成电路产品（如微处理器等）才会使用全定制的方法，因为使用全定制的方法对于单个芯片来说很不经济。
集成电路的设计、制造所需的成本是一个需要考虑的因素。制造用于光刻（将抽象的集成电路版图转化为实际硬件电路的过程之一）的光罩相当昂贵，而相关电子设计自动化软件的授权也将花费可观的资金。